# Отто Фрідріх Мюллер
О́тто Фрі́дріх Мю́ллер (дан. Otto Frederik (Friedrich, Friderich, Fridrich) Müller, 11 березня 1730 — 26 грудня 1784) — данський натураліст, зоолог, протистолог, ентомолог і ботанік, основоположник систематики одноклітинних та ракоподібних, а також польових методів дослідження природи. Був членом Королівської Академії Леопольдина (Academia Caesarea Leopoldina), Шведської королівської академії наук, Паризької Академії Наук (англ. Paris Academy of Sciences), Берлінського товариства друзів природничих наук (англ. Berlin Society of Friends of Natural Science).

## Окремі публікації
- Fauna Insectorum Fridrichsdaliana. Lipsiae: Hafniae et Gleditsch xxiv 96 pp. (1764).
- Vermium terrestrium et fluviatilium, seu animalium infusoriorum, helminthicorum, et testaceorum, non marinorum, succincta historia. Volumen alterum (1773–1774) — систематизація земляних червів, інфузорій, гельмінтів та неморських ракоподібних.
- Zoologiae Danicae Prodromus, seu Animalium Daniae et Norvegiae Indigenarum characteres, nomina, et synonyma imprimis popularium… (Продромус тварин Данії) (1776) — систематизований перелік понад трьох тисяч видів тварин, розповсюджених у Данії та Норвегії.
- Animacula infusoria fluviatilia et marina, quae detexit, systematice descripsit et ad vivum delineari curavit (1786).
- Entomostraca seu Insecta Testacea, quae in aquis Daniae et Norvegiae reperit, descripsit et iconibus illustravit (1785).